# Lethal Weapon (TV-serie)
Lethal Weapon är en amerikansk TV-serie skapad av roy macentie. Serien hade premiär 21 september 2016 på Fox.
I Sverige började serien sändas på TV6 den 22 september 2016.

## Rollista (i urval)
- Damon Wayans - Roger Murtaugh
- Clayne Crawford - Martin Riggs
- Jordana Brewster - Dr. Maureen Cahill
- Keesha Sharp - Trish Murtaugh
- Kevin Rahm - Brooks Avery
- Johnathan Fernandez - Scorsese
- Michelle Mitchenor - Sonya Bailey
- Chandler Kinney - Riana Murtaugh
- Dante Brown - Roger "RJ" Murtaugh Jr.